# Сидоровка (притока Сіви)
Си́доровка (рос. Сидоровка) — річка в Удмуртії (Воткінський район), Росія, права притока Сіви.
Річка починається за 4 км на південний захід від витоків сусідньої річки Осиновки. Течія спрямована спочатку на південний схід, а від середина — на південь. Впадає до Сіви між селами Первомайський та Гавриловка.
Русло вузьке, верхня течія пересихає, береги місцями заліснені, долина неширока. Збудовано декілька мостів та ставків.
Над річкою розташоване село Калиновка.